# معركة اليونان
معركة اليونان (بالإنجليزية: Battle of Greece)، وتعرف أيضًا باسم عملية ماريتا (بالألمانية: Unternehmen Marita، وباليونانية: Επιχείρηση Μαρίτα) هو الاسم الذي يطلق على غزو ألمانيا النازية لليونان في أبريل 1941.
جاءت معركة اليونان في أعقاب غزو إيطالي فاشل سمي بالحرب اليونانية الإيطالية، كما أعقبتها معركة كريت، التي جاءت بعد استسلام اليونان الأم. وقد كانت هذه العمليات العسكرية جزءًا من حملة البلقان، التي شنتها ألمانيا النازية في الحرب العالمية الثانية.
عندما بدأ الغزو الألماني لليونان، كانت اليونان في حالة حرب مع إيطاليا عقب الغزو الإيطالي لأراضيها في 28 أكتوبر 1940. وقد نجحت اليونان في صد الهجوم الأول، ثم تمكنت من صد الهجوم المضاد الذي شُن في مارس 1941. وعندما بدأت عملية ماريتا في 6 أبريل، كانت معظم القوات اليونانية على الحدود مع ألبانيا، التي كانت القوات الإيطالية تحاول دخول اليونان منها، فقامت القوات الألمانية بغزو اليونان عبر حدودها مع بلغاريا، فاتحةً بذلك جبهة ثانية.
قبيل الغزو الألماني المتوقع كانت اليونان قد حصلت على تعزيزات عسكرية من الكومنولث البريطاني، غير أنها لم تحصل على أي تعزيزات أخرى بعد أن بدأ الغزو، فوجد الجيش اليوناني نفسه أمام تفوق عددي كاسح في مواجهته للقوات الإيطالية والألمانية على جبهتين، مما أدى إلى عدم تعزيز الجبهة المواجهة للألمان على الحدود البلغارية لتعزيزات كافية، وهو ما تسبب في سقوط هذه الجبهة بسرعة أمام تقدم الألمان، الذين سرعان ما حاصروا الجيش اليوناني على الحدود الألبانية وأجبروه على الاستسلام، فقامت قوات الكومنولث البريطاني بانسحاب تكتيكي بهدف الخروج من اليونان، غير أن الجيش الألماني وصل إلى مدينة أثينا في 27 أبريل، ثم بلغ الساحل الجنوبي لليونان في 30 أبريل، ليتمكن من أسر سبعة آلاف من جنود الكومنولث البريطاني، ويتوج العملية بانتصار تام لصالحه. وقد تم غزو اليونان بنجاح قوات المحور في احتلال جزيرة كريت بعد شهر، ووقعت اليونان بعد استسلامها تحت احتلال قوات ألمانية وإيطالية وبلغارية.

## التاريخ

### الحرب اليونانية الإيطالية
عند اندلاع الحرب العالمية الثانية، سعى إيوانيس ميتاكساس، الدكتاتور اليوناني الفاشي والجنرال السابق، إلى الحفاظ على موقف الحياد. تعرضت اليونان لضغوط متزايدة من إيطاليا، وبلغت الضغوط ذروتها حين أغرقت الغواصة الإيطالية دلفينو الطوافة إيلي في 15 أغسطس 1940. غضب الزعيم الإيطالي بينيتو موسوليني من أن الزعيم النازي أدولف هتلر لم يستشره بشأن سياسته الحربية ورغب في تأسيس استقلاله. أمل موسوليني أن يضاهي النجاح العسكري الألماني عبر الاستيلاء على اليونان، التي اعتبرها خصمًا سهلًا. في 15 أكتوبر 1940، اتخذ موسوليني وأقرب مستشاريه قرارهم النهائي. في الساعات الأولى من يوم 28 أكتوبر، قدم السفير الإيطالي إيمانويل غراتزي إنذارًا مدته ثلاث ساعات إلى ميتاكساس، مطالبًا بحرية مرور القوات لاحتلال «مواقع إستراتيجية» غير محددة داخل الأراضي اليونانية. رفض ميتاكساس الإنذار (يحتفل اليونانيون بيوم الرفض باعتباره عيدًا وطنيًا يونانيًا أوهي داي)، ولكن حتى قبل انتهاء مدة الإنذار، غزت القوات الإيطالية اليونان عبر ألبانيا. وُجه الاقتحام الإيطالي نحو إبيروس. بدأت الأعمال العدائية ضد الجيش اليوناني في معركة إيلايا كالاماس، حيث فشلوا في كسر خط الدفاع وأُجبروا على التوقف. في غضون ثلاثة أسابيع، شن الجيش اليوناني هجومًا مضادًا، سار خلاله إلى الأراضي الألبانية، واستولى على مدن مهمة مثل كورتشي وسارنده. لم يحسّن التغيير في القيادة الإيطالية ولا وصول تعزيزات كبيرة من وضع الجيش الإيطالي. في 13 فبراير، بدأ الجنرال باباغوس، القائد العام للجيش اليوناني، هجومًا جديدًا بهدف الاستيلاء على تيبلين وميناء فلوره بدعم جوي بريطاني، لكن واجهت الفرق اليونانية مقاومة شديدة، ما أخر الهجوم الذي دمر عمليًا الشعبة الكريتية الخامسة.
بعد أسابيع من الحرب الشتوية غير الحاسمة، شن الإيطاليون هجومًا مضادًا على مركز الجبهة في 9 مارس 1941، وباء الهجوم بالفشل رغم تفوق القوات الإيطالية. بعد أسبوع واحد وسقوط 12,000 ضحية، ألغى موسوليني الهجوم المضاد وغادر ألبانيا بعد اثني عشر يومًا.
يعتقد المحللون المعاصرون أن الحملة الإيطالية فشلت لأن موسوليني وجنرالاته خصصوا موارد غير كافية للحملة في البداية (بلغ قوام الحملة 55,000 رجل)، وفشلوا في الاحتياط لطقس الخريف، وهاجموا دون عنصر المفاجأة وبدون دعم بلغاري. لم تتخذ الاحتياطات الأولية مثل توفير ملابس الشتاء. لم يفكر موسوليني في تحذيرات اللجنة الإيطالية للإنتاج الحربي، التي وضحت أن إيطاليا لن تكون قادرة على تحمل عام كامل من الحرب المستمرة حتى 1949.
خلال المعركة التي استمرت ستة أشهر ضد إيطاليا، حقق الجيش اليوناني مكاسب إقليمية بالقضاء على النتوءات الإيطالية البارزة. لم تتمتع اليونان بصناعة الأسلحة الكبيرة، واعتمدت في توفير معداتها وإمداداتها من الذخيرة على المخزونات التي استولت عليها القوات البريطانية من الجيوش الإيطالية المهزومة في شمال إفريقيا. لتسيير جبهة القتال الألبانية، أُجبرت القيادة اليونانية على سحب قواتها من مقدونيا الشرقية وتراقيا الغربية، لأن القوات اليونانية لم تستطع حماية حدود اليونان بأكملها. قررت القيادة اليونانية دعم نجاحها في ألبانيا، بغض النظر عن خطر شن هجوم ألماني من الحدود البلغارية.